# George Fernandes
Pour les articles homonymes, voir Fernandes.
 (janvier 2019).
Si vous disposez d'ouvrages ou d'articles de référence ou si vous connaissez des sites web de qualité traitant du thème abordé ici, merci de compléter l'article en donnant les références utiles à sa vérifiabilité et en les liant à la section « Notes et références ».
George Fernandes (né le 3 juin 1930 à Mangalore et mort le 29 janvier 2019 à New Delhi) est un dirigeant, syndicaliste, homme politique socialiste de l'Inde, journaliste et agriculteur. Il a été membre de la Rajya Sabha (la chambre haute), élu dans le Bihar, et a fait partie du Janata Dal, parti de centre-gauche. Il a fondé le Samta Party. Il a occupé plusieurs postes ministériels, dont les communications, l'industrie, les chemins de fer et la défense. Il a été le seul ministre chrétien dans le cabinet du Premier Ministre Atal Bihari Vajpayee.
Originaire de Mangalore, Fernandes est envoyé à Bangalore en 1946 pour être formé en tant que prêtre. Il déménage à Bombay en 1949, et rejoint le mouvement syndical socialiste. En tant que dirigeant syndical, Fernandes organise de nombreuses grèves à Bombay dans les années 1950 et 1960. La plus notable est la grève des chemins de fer de 1974, quand il était président de la Fédération nationale des cheminots de l'Inde. Fernandes entre dans la clandestinité pendant la période d'urgence de 1975, imposée par la Première Ministre Indira Gandhi, mais est arrêté en 1976, et jugé dans la célèbre affaire de Baroda.
Après que l'urgence a été levée, il remporte le siège de la circonscription Muzaffarpur dans l'Etat du Bihar en 1977, et est nommé Ministre des industries. Durant son mandat comme Ministre de l'Union, il ordonne aux multinationales américaines IBM et Coca-Cola de quitter le pays. Pendant son mandat de Ministre des chemins de fer de 1989 à 1990, il s'engage dans le projet de chemin de fer de Konkan. Il est enfin Ministre de la Défense dans le Gouvernement d'Alliance Démocratique Nationale (ADN) entre 1998 et 2004, lorsque la guerre du Kargil éclate entre l'Inde et le Pakistan et que l'Inde effectue ses essais nucléaires à Pokharan. Malgré son statut de vétéran socialiste, Fernandes a été poursuivi par diverses controverses comme le scandale des missiles Barak, et le scandale Tehelka.

## Jeunesse
George Fernandes est né le 3 juin 1930 à Mangalore dans une famille catholique. Il est le fils de John Joseph Fernandes et d'Alice Martha Fernandes (née Pinto). Il est l'aîné d'une famille de six enfants : ses frères sont Lawrence, Michael, Paul, Aloysius et Richard. Sa mère était une grande admiratrice du Roi George V (qui est aussi né un 3 juin), ce qui explique qu'elle ait appelé son premier fils George. Son père était employé par le groupe financier Peerless en tant que directeur du service des assurances, et il dirigea leur bureau en Inde du Sud durant plusieurs années. George était surnommé affectueusement "Gerry" dans le cercle de famille proche. Il obtient son certificat de fin d'études secondaires au collège Saint-Aloysius, à Mangalore.
Selon la tradition orthodoxe de la famille, George étant le plus âgé des enfants, il est envoyé à 16 ans au séminaire de Saint-Pierre pour y suivre un enseignement religieux et pour être formé en tant que prêtre catholique entre 1946 et 1948,. À l'âge de 19 ans, il quitte le séminaire, frustré de voir que les recteurs mangent une meilleure nourriture, assis à des tables plus élevées que les séminaristes. Il confessera plus tard qu'il « avait été déçu parce qu'il y avait beaucoup de différences entre le précepte et la pratique de l'Église ». Il commence alors à travailler, fédérant les travailleurs exploités dans l'industrie du transport routier et dans les hôtels et restaurants de Mangalore,.

## Vie à Bombay
Après avoir quitté le séminaire, Fernandes déménage à Bombay en 1949 et recherche un emploi. Sa vie y est difficile et il doit dormir dans les rues avant de trouver un travail en tant que relecteur dans un journal. Il raconte le début de sa carrière en disant : « Quand je suis venu à Bombay, j'avais l'habitude de dormir sur les bancs de Chowpatty Sands. Au milieu de la nuit, des policiers venaient et me réveillaient en me demandant de m'en aller ». Il entre alors en contact avec le vétéran dirigeant syndical Placid D'Mello, et le socialiste Rammanohar Lohia, qui auront les influences les plus fortes sur sa vie. Par la suite, il rejoint le mouvement syndical socialiste. Il accède à la notoriété en tant que syndicaliste et lutte pour les droits des travailleurs dans les petites industries de services, comme les hôtels ou les restaurants. Apparaissant comme une figure clé du mouvement des travailleurs de Bombay au début des années 1950, Fernandes est une figure centrale de la syndicalisation des sections de travail de Bombay dans les années 1950. En tant que syndicaliste, il purge des peines de prison lorsque ses manifestants s'engagent dans des combats contre les hommes de main des entreprises. Entre 1961 et 1968, il sert dans l'armée en tant que membre de la municipalité de Bombay. Il gagne l'élection civile de 1961, et, jusqu'en 1968, il continue à faire entendre dans le corps hiérarchique de la métropole les problèmes des travailleurs exploités.
Le moment décisif qui pousse Fernandes sous le feu des projecteurs est sa décision de contester les élections générales de 1967. Il gagne alors la circonscription du Sud de Bombay pour le Parti Socialiste Samyukta (Parti Socialiste Unifié), contre Sadashiv Kanoji Patil, plus connu que lui, du Congrès national indien de Bombay. Sadashiv Kanoji Patil, ou S.K. Patil, est alors un politique chevronné, avec deux décennies d'expérience derrière lui. Néanmoins, Fernandes gagne contre lui en obtenant 48,5 % des suffrages, ce qui lui vaut son surnom de « George le Tueur de Géant ». Cette défaite choquante met d'ailleurs fin à la carrière politique de Patil.
Fernandes émerge en tant que chef de file des mouvements de grève de Bombay durant la seconde moitié des années 1960 mais, au début des années 1970, son impulsion disparaît largement. En 1969, il est choisi comme Secrétaire Général du Parti Socialiste Samyukta, et en 1973, il devient Président du Parti. Cependant, les années 1970 ne permettent pas à Fernandes de réaliser une percée décisive dans la part grandissante du secteur privé.

## Grève des chemins de fer de 1974
La plus notable grève organisée par Fernandes, alors qu'il est président de la Fédération nationale des cheminots de l'Inde, est la grève générale de 1974, lors de laquelle la nation entière est stoppée. La grève est le résultat des revendications des cheminots depuis plus de deux décennies En effet, malgré la mise en place de trois Commissions sur la question des rémunérations, entre 1947 et 1974, le salaire minimum n'a pas augmenté. En février 1974, le Comité national de coordination pour la lutte des cheminots est créé pour rassembler les syndicats de cheminots, les centrales syndicales et les partis politiques de l'opposition ainsi que pour préparer la grève qui commence le 8 mai 1974. À Bombay, les travailleurs des secteurs de l'électricité et des transports, ainsi que les chauffeurs de taxi, se joignent aux manifestations. À Gaya, dans l'Etat du Bihar, les grévistes et leurs familles s'accroupissent sur les voies. Plus de 10 000 travailleurs de l'usine Coach, à Chennai, défilent au siège de la Southern Railway pour exprimer leur solidarité avec les grévistes. Des manifestations similaires émergent dans tout le pays.
Le mouvement de grève, qui a débuté le 8 mai 1974, au moment de la crise économique, fait face à des réactions gouvernementales brutales et des arrestations massives. Selon Amnesty International, 30 000 syndicalistes sont arrêtés, la plupart en vertu des lois de détention préventive. Parmi les personnes arrêtées figurent non seulement les membres du comité de grève et les syndicalistes, mais aussi des cheminots qui ont participé à la grève. Le Comité d'action met fin à la grève de façon unilatérale le 27 mai 1974. Comme expliqué plus tard par Fernandes, « la grève s'est terminée parce que ceux qui la menaient avaient commencé à parler de différentes manières ». De nombreux prisonniers sont libérés, dont Fernandes, mais des milliers d'autres restent en détention, accusés d'infractions spécifiques. 
La grève a apporté un sentiment d'insécurité et de menace qui pousse Indira Gandhi à mettre en place l'état d'urgence en 1975. En effet, alors que les grèves précédentes visaient les entreprises ou les industries, celle-ci visait le gouvernement et ses ramifications. Elle s'est avérée être la plus réussie des grèves industrielles catastrophiques de l'Histoire indienne.

## Période d'urgence
La Première Ministre de l'Inde, Indira Gandhi, déclare l'état d'urgence le 25 juin 1975 en raison de troubles politiques internes. En conséquence, tous les droits fondamentaux accordés par la Constitution indienne sont suspendus. Des dissidents politiques, des journalistes et des leaders d'opposition qui s'opposent à l'état d'urgence sont emprisonnés. George Fernandes, ainsi que d'autres personnes ayant les mêmes objectifs, s'oppose à ce qu'il considère comme un abus de pouvoir flagrant. Un mandat d'arrêt étant émis à son nom, il entre dans la clandestinité pour échapper à l'arrestation et aux poursuites. Lorsque la police échoue à le capturer, elle se tourne vers ses proches. Son frère Lawrence est arrêté et torturé pour l'obliger à révéler où se trouve George. Snehalata Reddy, une asthmatique chronique, est elle aussi arrêtée à cause de ses relations avec George Fernandes et, n'ayant pas reçu de soins adéquats dans la prison, elle meurt peu après sa libération.
En juillet 1975, Fernandes arrive à Baroda. Il y rencontre Kirit Bhatt, président de l'Union des journalistes de Baroda, et Vikram Rao, un membre du journal The Times of India en correspondance à Baroda, qui s'opposent tous les deux à l'état d'urgence. Ils prennent l'habitude de se rencontrer et de discuter de ce qui pourrait être fait pour renverser le gouvernement autocratique d'Indira Gandhi. Un ami industriel, Viren J. Shah, Directeur Général de Mukand Ltd, les aide à trouver des contacts pour se procurer de la dynamite, largement utilisée dans les carrières autour de Halol (près de Baroda). Ils souhaitent faire exploser les toilettes des bureaux gouvernementaux et provoquer des explosions près des salles de réunions publiques. L'idée n'est pas de blesser qui que ce soit, mais seulement de créer une petite frayeur. Les explosions doivent être effectués soit tard dans la nuit soit quelques heures avant la réunion, de manière à éviter les blessures. Un plan est exécuté pour faire sauter une estrade quatre heures avant qu'Indira Gandhi ne donne une réunion à Varanasi. La conspiration a été connue plus tard comme le fameux cas de la dynamite de Baroda.
Selon Bhatt, deux autres plans étaient prévus, mais n'ont jamais été mis au point. Fernandes a également voulu voler un train qui servait à transporter des armes de Pimpri (près de Pune) à Bombay. Les armes devaient être utilisées pour faire sauter les bureaux du gouvernement. Un autre plan était de demander l'aide d'autres pays avec l'appui de radioamateurs.
Le 10 juin 1976, il est finalement arrêté à Calcutta. Il est accusé de contrebande de dynamite destinée à faire sauter les établissements publics, en guise de protestation contre l'état d'urgence. Après son arrestation, des membres d'Amnesty International joignent le gouvernement pour requérir qu'on lui accorde un avocat immédiatement et que son intégrité physique soit garantie. Trois dirigeants mondiaux de l'Allemagne, la Norvège et l'Autriche sont soupçonnés d'avoir appelé Indira Gandhi pour la mettre en garde contre des nuisances envers Fernandes. L'accusé est transféré à la prison de Tihar. Aucune charge ne sera retenue contre lui.

## Ministère des Industries et membre du Parlement de Muzaffarpur
Après que l'état d'urgence a été levé le 21 mars 1977, de nouvelles élections générales ont lieu en Inde. Le Congrès national indien, dirigé par Indira Gandhi, subit une défaite qui profite au Janata Party, une coalition créée en 1977 à partir de plusieurs petits partis qui s'opposaient à l'état d'urgence.
Le Janata Party et ses alliés arrivent au pouvoir, dirigés par Morarji Desai, qui devient le premier Premier ministre de l'Inde n'appartenant pas au Congrès. Fernandes, quant à lui, remporte en 1977, depuis sa cellule de prison, le siège de la circonscription Muzaffarpur, dans le Bihar, par une marge de plus de 300 000 voix, malgré le fait qu'il n'ait même pas visité la circonscription. Il est également nommé Ministre des Industries. Au cours de son mandat, il se heurte à plusieurs multinationales américaines comme IBM et Coca-Cola. Il s'investit pour mettre en œuvre la LRE, Loi de Régulation des Échanges, adoptée précédemment par le gouvernement d'Indira Gandhi. En vertu de la LRE, les investisseurs étrangers ne peuvent détenir plus de 40 % du capital social des entreprises indiennes. Les deux multinationales décident donc d'arrêter leurs activités en Inde lorsque Fernandes applique de manière rigide de la LRE.
Durant son premier mandat de parlementaire, George Fernandes crée la société de télévision Doordarshan, la centrale thermique Kanti (rebaptisée en 2014 centrale thermique George Fernandes) et l'usine de papadum de Muzaffarpur pour générer de l'emploi. Il met aussi l'accent sur l'autonomisation des femmes.

## Adhésion au Parti et ministère des Chemins de fer
Durant son mandat de ministre sous l'étiquette du Janata Party, George Fernandes continue à être en froid, dans le Conseil des ministres de l'Inde, avec certaines personnes de la coalition gouvernementale, surtout avec les leadeurs de l'ancien Bharatiya Jan Sangh (BJS), parti nationaliste hindou. Lors d'un débat précédent un vote pour une motion de censure en 1979, il dénonce violemment les pratiques permettant aux membres du BJS de conserver des connexions avec le parti Rashtriya Swayamsevak Sangh (RSS) alors qu'ils sont dans le ministère sous l'étiquette du Janata Party. Les leadeurs du parti BJS, entre autres Atal Bihari Vajpayee et Lal Krishna Advani, refusent d'abandonner leur allégeance au RSS, entraînant l'éclatement du Janata Party. Ce "duel des membres" cause la perte de  Morarji Desai, et son gouvernement devient minoritaire dans la Lok Sabha (la chambre basse). Charan Singh devient alors leader du Janata (Secular) Party et, avec le support du Congrès national indien, il remplace Desai en tant que Premier Ministre.
Lors des septièmes élections générales, organisées en 1980, le Janata (Secular) Party échoue à maintenir une majorité dans la Lok Sabha, et le Congrès national indien redevient majoritaire. Fernandes conserve son siège de parlementaire du Muzaffarpur et devient membre de l'opposition. Il candidate à la circonscription du Bangalore Nord en 1984 contre le futur Ministre des Chemins de fer et candidat du Congrès national indien C.K. Jaffer Sheriff. Il perd l'élection d'une marge de 40 000 votes. Il décide ensuite de postuler au Bihar en 1989, quand une vague anti-Congrès balaye le pays, réveillée par le scandale Bofors. Il gagne le siège de Muzaffarpur aux élections générales de 1989 et de 1991. Il rejoint ensuite le Janata Dal, formé à partir du Janata Party à Bangalore en août 1988. Son second mandat, en tant que Ministre des Chemins de fer, dans le gouvernement Vishwanath Pratap Singh entre 1989 et 1990, bien que court, est mouvementé. Il est la force conductrice derrière le projet Konkan de chemin de fer connectant le Mangalore avec Bombay. Le projet est considéré comme le premier développement majeur de l'Histoire des chemins de fer indiens depuis l'indépendance.
Fernandes quitte le Janata Dal et forme le Samta Party en 1994, qui devient un allié clé du Bharatiya Janata Party, qui est la nouvelle forme du Bharatiya Jan Sangh. Le BJP forme un court gouvernement aux élections législatives indiennes de 1996 avec le Samta Party et d'autres alliés. Le gouvernement survit seulement 13 jours, car le BJP ne parvient pas à recueillir suffisamment de soutiens des autres partis pour former une majorité. Fernandes est ensuite, avec le BJP, membre de l'opposition durant les deux années de gouvernement du Front uni (1996-1998) menées par les ministres du Janata Dal Haradanahalli Dodde Deve Gowda et Inder Kumar Gujral. Après l'effondrement du gouvernement du Front Uni mené par Gujral, le BJP et ses alliés gagnent d'une courte tête aux élections législatives de 1998. Le gouvernement dure seulement 13 mois, car Jayalalithaa, la dirigeante de l'AIADMK refuse de coopérer.
Après la chute de la deuxième coalition au gouvernement dirigée par le BJP, le BJP et ses alliées forment une alliance de 24 partis appelée Alliance démocratique nationale (ADN), qui devient la première coalition de l'Inde post-indépendance à survivre à un mandat de cinq ans complet (1999-2004). Ensuite, Fernandes devient le responsable de l'ADN. Le 27 juillet 1999, le Janata Dal est de nouveau coupé en deux, donnant le Janata Dal (United) et le Janata Dal (Secular). En 2003, Fernandes renoue avec le Janata Dal et le fusionne avec le Samta Party.

## Ministère de la Défense
Fernandes sert comme Ministre de la Défense à la fois dans la seconde et la troisième Alliance démocratique nationale (1998-2004). C'est pendant son mandat de Ministre de la Défense que le conflit de Kargil, au Cachemire, éclate entre l'Inde et le Pakistan, en 1999. La guerre commence quand des intrus lourdement armés et soutenus par le Pakistan se retranchent à 4 900 - 5 500 mètres d'altitude du côté indien de la Ligne de contrôle (LDC) à 80 kilomètres au nord de Kargil. Ils attaquent alors la route stratégique reliant Srinagar à Leh. En conséquence, l'armée indienne entreprend l'Opération Vijay pour repousser les intrus pakistanais et regagner les territoires occupés. L'incapacité des agences militaires indiennes à détecter l'infiltration plus rapidement fait l'objet de critiques de la part à la fois de l'opposition et des médias. Cependant, Fernandes refuse de reconnaître l'échec des services de renseignement.
En mai 1998, l'Inde effectue cinq essais nucléaires sur le site Pokharan, au Rajasthan. Auparavant un fervent défenseur du désarmement nucléaire, Fernandes approuve pourtant la décision de l'ADN de tester les bombes nucléaires. Il s'accroche aussi avec le chef d'Etat-major de la Marine indienne de l'époque, Vishnu Bhagwat, sur la promotion du Vice-Amiral Harinder Singh en tant que Chef Adjoint de l'Etat-major Naval. Bhagwat est ensuite licencié à cause de cette affaire. Après l'éclatement d'un scandale au Ministère de la défense dans le journal Tehelka en mars 2001 (l'opération West End), Fernandes démissionne, mais il est plus tard reconduit à son poste. 
En mai 1998, George Fernandes, critique de longue date de la politique chinoise au Tibet, désigne ouvertement la Chine comme « menace potentielle numéro 1 »,.
Fernandes a été le seul ministre de la Défense possédant la bombe nucléaire à avoir une photo de la bombe d'Hiroshima dans son bureau. Il a fait dix-huit voyages pour visiter les hauteurs du glacier de Siachen, à 6 600 mètres d'altitude, au Cachemire, qui détient le record de « plus haut champ de bataille du monde ». Il était aussi connu pour avoir supervisé une énorme augmentation du budget de la Défense indienne par rapport aux attributions faites par le gouvernement précédent.

## Après la Défense
L'ADN perd le pouvoir au profit de l'Alliance progressiste unie (APU), dominée par le Congrès national indien, lors des élections législatives de 2004. Plus tard, les observateurs politiques allègueront que Fernandes était enfermé dans une rivalité amère avec son ami, cofondateur du parti Samta, Nitish Kumar. Lors des élections législatives de 2009, il se présente dans le Muzaffarpur, en tant que candidat indépendant, après s'être vu refusé une place sous l'étiquette du Janata Dal (United) pour raisons de santé, mais il perd les élections. Le 30 juillet 2009, lors d'élections partielles, Fernandes se présente en tant que candidat indépendant pour un siège à la Rajya Sabha, laissé vacant par le président du Janata Dal (United), Sharad Yadav. Le Janata Dal (United) ne présente de candidat contre lui, ce qui lui permet d'être élu sans opposition. Il prête serment le 4 août 2009.

## Controverses

### Soutien aux groupes sécessionnistes
Fernandes a supporté et approuvé beaucoup de mouvements et de groupes sécessionnistes. Il est longtemps partisan des Tigres de libération de l'Îlam tamoul, une organisation qui cherche à créer un état indépendant dans le nord et l'est du Sri Lanka. Avant de rejoindre le gouvernement Vajpayee en 1997, il organise une convention publique pro-Tigres controversée à New Delhi. En juillet 1998, il aurait empêché l'interception, par la Marine indienne, de navires soupçonnées de transporter des armes illégales aux unités de la guérilla tamoule. Fernandes était aussi le patron du Fonds de Financement soutenant les Tigres, mis en place pour aider les 26 accusés dans l'affaire de l'assassinat de Rajiv Gandhi. Le gouvernement du Sri Lanka déclare alors apparemment que « le plus grand partisan des Tigres en Inde est le Ministre de la Défense George Fernandes ».
Il a aussi exprimé son soutien aux réfugiés tibétains se battant pour leur liberté contre la Chine, et aux groupes de rebelles birmans qui luttent contre le gouvernement militaire de Birmanie.
Fernandes est très actif dans beaucoup de mouvements birmans anti-gouvernementaux. Régulièrement cité sur les radios birmanes d'exil, il critique souvent la junte et ses membres sur un large éventail de sujets. Il s'oppose à la politique du gouvernement du moment visant à éradiquer les insurgés le long de la frontière indo-birmane. Durant son mandat, des trafiquants d'armes ont été autorisés à faire des affaires sur les territoires indiens, et ont souvent été arrêtés sur la route de la Thaïlande au Bangladesh.
Il a révélé la célèbre « Opération Sangsue », qui a abouti à la capture de l'armée d'insurgés d'Arakan, sur une des îles de l'Inde, dans la mer d'Andaman. Il se bat également pour le bien-être et la libération de rebelles birmans détenus par le gouvernement indien. Lorsque le parti nationaliste arakanais se plaint à lui de ses membres capturés dans les eaux indiennes tandis qu'ils portaient des armes, il émet des ordres restreignant les mouvements militaires indiens, et toutes les opérations anti-insurrectionnelles et contre le terrorisme menées dans la région doivent obtenir l'approbation du gouvernement central.
Il affirme enfin que les différentes îles de la mer d'Andaman, y compris les îles Coco, qui appartiennent à la Birmanie, ont été cédées par l'ancien Premier Ministre de l'Inde Jawaharlal Nehru à la Birmanie, au lieu d'être une partie du territoire d'origine acquise lors de l'indépendance.

### Le financement de la CIA
Pendant l'état d'urgence, en tant que président du Parti Socialiste indien, Fernandes fait face à des poursuites pour conspiration contre le gouvernement de la Première Ministre Indira Gandhi. Il cherche alors à obtenir un financement de la part de la Central Intelligence Agency américaine et du gouvernement français dans le but d'organiser des activités souterraines de sabotage. Après que la requête initiale sollicitant des fonds du gouvernement français est refusée, les télégraphes diplomatiques américains démontrent qu'il s'est « préparé à recevoir de l'argent de la CIA ».

### Le scandale Tehelka
Le nom de Fernandes figure dans l'Opération West End du journal d'investigation Tehelka, une opération d'infiltration pour laquelle le journaliste Mathew Samuel, portant des caméras cachées, s'est fait passer pour une entreprise fictive d'armes. Il est ainsi apparu soudoyant le président du Bharatiya Janata Party, Bangaru Laxman, un officier supérieur de l'armée indienne, et Jaya Jaitley, la secrétaire générale du Samta Party et camarade de route de Fernandes.
Le scandale provoque un tollé dans toute l'Inde et Fernandes est alors contraint de démissionner de son poste de Ministre de la Défense. Il est ensuite blanchi par une commission dirigée par le juge retraité Phukan. Le rapport du comité est cependant rejeté par le gouvernement de l'Alliance progressiste unie, dirigé par le Congrès national indien, et un nouveau comité est dirigé par le juge Konduswami Venkataswami. Le comité, après une longue enquête, décharge Fernandes dans l'affaire.

### Le scandale des missiles Barak
Le 10 octobre 2006, le Bureau central d'enquête de l'Inde enregistre un premier rapport d'incident contre Fernandes, son associée Jaya Jaitley et l'ancien chef de la Marine, l'amiral Sushil Kumar, pour de prétendues irrégularités dans l'achat de missiles Barak 1 pour 100 millions de dollars américains à Israël en 2000. Fernandes, cependant, affirme que le conseiller scientifique du Ministère de la Défense, APJ Abdul Kalam, qui est ensuite devenu le Président de l'Inde, avait autorisé l'achat.

### Comme ministre de la Défense
Il a déclaré qu'il avait été deux fois fouillé à nu à l'Aéroport international de Washington-Dulles lorsqu'il était Ministre de la Défense (une fois lors d'une visite officielle à Washington au début de l'année 2002 et une autre fois alors qu'il se rendait au Brésil au milieu de l'année 2003). Les détails ont été évoqués dans le livre de Strobe Talbott Engaging India – Diplomacy, Democracy and the Bomb. Cependant, l'ambassadeur des États-Unis à Delhi a formellement démenti ces informations, disant que «Fernandes n'a pas été fouillé à nu mais un détecteur a été passé sur lui parce qu'une clé qu'il avait dans la poche a allumé le portique de sécurité ». À la suite de cette affaire, le sous-secrétaire d'État américain Richard Lee Armitage s'est personnellement excusé auprès de Fernandes. Ce n'est qu'un des nombreux incidents qui se sont déroulés dans les aéroports américains, impliquant la détention et la recherche de personnalités indiennes. Ces incidents ont d'ailleurs ponctué les relations américano-indiennes post 11 septembre.
Il a enfin été mis en accusation dans le scandale des cercueils de 2002. Selon les allégations, 500 cercueils en aluminium de qualité médiocre ont été achetés aux États-Unis à un prix 13 fois plus élevé que le prix du marché, pour transporter les soldats tués lors du conflit de Kargil. Le Bureau central d'enquête a cependant blanchi Fernandes en 2009.

## Écrits, journalisme et autres travaux
Même durant ses années étudiantes, Fernandes se consacrait à l'écriture et au journalisme. Il a été l'éditeur du mensuel Jeunesse Konkani en langue konkani en 1949. La même année, il était l'éditeur de l'hebdomadaire Raithavani en langue kannada. En 1952-1953, il fit renaître l'hebdomadaire en anglais Dockman. Il a également été l'éditeur d'un mensuel anglais, The Other Side, et le président du comité de rédaction du mensuel hindi Pratipaksh.
Il a aussi publié plusieurs livres de politique comme What Ails the Socialists (1972), The Kashmir Problem, Railway Strike of 1974, Dignity for All: Essays in Socialism and Democracy (1991), ainsi que son autobiographie : George Fernandes Speaks (1991).
En tant qu'humanitaire engagé, il a enfin été membre de différents organismes : Amnesty International, People's Union for Civil Liberties, et le Press Council of India.

## Famille et vie personnelle
George Fernandes rencontre Leila Kabir, sa future épouse, à bord d'un avion retour de Calcutta à Delhi. Fille de l'éducateur et ancien Ministre Humayun Kabir, Leila Kabir était de retour du front, où elle se trouvait en tant que directrice-adjointe de la Croix-Rouge. George Fernandes, alors secrétaire général du Parti Socialiste Unifié, rentrait du Bangladesh. Ils se marient le 21 juillet 1971. Ils ont un enfant, Sean Fernandes, qui travaille dans une banque d'investissement basée à New York. Ils se séparent au milieu des années 1980. Jaya Jaitly est par la suite sa camarade. 
George Fernandes parle dix langues : konkani, anglais, hidi, tulu, kannada, marathi, tamil, ourdou, malayalam et latin. Sa langue maternelle est le konkani. Il a appris le marathi et l'ourdou en prison, et le latin dans sa jeunesse. Il est extrêmement à l'aise en hindi et anglais.
Fernandes souffre de la maladie d'Alzheimer et de la maladie de Parkinson. Depuis janvier 2010, à la demande de Leila Kabir, qui est revenue dans sa vie, il est sous traitement dans l'âshram de Swami Ramdev à Haridwar. En février 2010, les frères de Fernandes ont demandé une ordonnance du tribunal pour avoir un droit de visite et de regard sur le traitement médical ; en effet, Leila Kabir et Sean Fernandes sont supposés avoir enlevé de force George Fernandes dans un lieu inconnu. En juillet 2010, la Haute Cour de Delhi rend le jugement que Fernandes reste avec Kabir et que les deux frères ont le droit de lui rendre visite. 

En août 2012, la Cour suprême d'Inde accorde à Jaya Jaitly, une ancienne amie, la permission de rendre visite à George Fernandes, malgré l'opposition de sa femme et de son fils en raison de leur intérêt à agir.